# Lago Kwania
El Lago Kwania (en inglés: Lake Kwania) esta en los distritos de Lira, Apac, y Amolatar en la región norte del país africano de Uganda. Es parte de un gran humedal a lo largo del Nilo Blanco (Nilo Victoria) entre el lago Victoria y el Lago Albert. El humedal, que incluye el Lago Kwania, el aún más grande lago Kyoga, y otros cuerpos de agua y pantanos, consta de unos 3.420 kilómetros cuadrados (1.320 millas cuadradas) de aguas abiertas y cerca de 2.180 kilómetros cuadrados (840 millas cuadradas) de pantanos permanentes. De este total, el lago Kwania representa 540 kilómetros cuadrados (210 millas cuadradas), alrededor del 16 por ciento, de las aguas abiertas.
El lago está cargado de peces como la tilapia del Nilo y la perca del Nilo, las especies introducidas que causaron disminuciones en las poblaciones de peces nativos después de mediados de 1950. A finales de 1960, las especies introducidas constituyen cerca del 80 por ciento de la captura comercial del Lago Kyoga, cerca del vecino Kwania. Aunque los disturbios civiles, la sobrepesca y la infestación de jacinto de agua (Eichhornia crassipes, más tarde bajo control), a veces redujeron la pesca, a mediados de la década de 1990 el lago Kwania tenía 34 lugares de desembarque y una flota de cerca de 1.500 canoas operadas por cerca de 4.500 pescadores.